# Helmuth Hertling
Helmuth Hertling (* 24. April 1891 in Berlin; † 7. März 1942 ebenda) war ein deutscher Meeresbiologe.

## Leben
Als Sohn eines Kaufmanns studierte Hertling an der Friedrich-Wilhelms-Universität zu Berlin und der Philipps-Universität Marburg. Am 15. Juli 1919 wurde er Corpsschleifenträger der Hasso-Nassovia. Als Inaktiver beendete er sein Studium an der Georg-August-Universität Göttingen. Sie promovierte ihn 1919 zum Dr. phil. Hertling wandte sich der Meeresbiologie zu und ging 1921 an die Biologische Anstalt Helgoland, deren Kustos er wurde. 1936 erhielt er das Band des Corps Hasso-Nassovia. 1939 wechselte er als Kustos an das Institut für Meereskunde in Berlin. Als apl. Professor starb er nach drei Jahren kurz vor seinem 51. Geburtstag.
Hertling war 1924 Mitglied des Jungdeutschen Ordens und später als fanatischer Nationalsozialist bekannt. Zum 1. Mai 1933 war in die NSDAP eingetreten (Mitgliedsnummer 2.741.591) und hatte dort viele Ämter: Parteirichter, Kreishauptstellenleiter, Schulungswalter, Pressebeauftragter der Ortsgruppe und Ortsverbandsleiter der NS-Studentenkampfhilfe. Zusätzlich war er Leiter des Reichskolonialbundes auf Helgoland.
Er unterstützte 1933 aktiv den örtlichen Machtwechsel innerhalb der NSDAP-Ortsgruppe auf Helgoland durch den für seinen brutalen und autoritären Führunsgstil bekannten Ortsgruppenleiter Karl Meunier, ebenfalls Mitarbeiter der Biologischen Anstalt Helgoland, unter dem er kurz darauf selbst zu leiden hatte. Unter seinen Helgoländer Kollegen – alle ebenfalls Nationalsozialisten – war Hertling als „sehr humorvoller und netter Mann, der bei allen möglichen Gelegenheiten Wilhelm Busch zitierte“,  beliebt.

## Veröffentlichungen
- Mitteilung über Augenexstirpation und Augenregeneration bei Triton taeniatus. Archiv für Entwicklungsmechanik der Organismen 49 (1921), S. 545–550.
- Willy Kükenthal. München 1922.
- Über einen Fall von Gleichgewichtsstörung nach einseitiger Verletzung der Medulla oblongata bei einer Blindschleiche aus freier Natur. Pflüger’s Archiv für die gesamte Physiologie des Menschen und der Tiere 202 (1924), S. 301–307.
- Untersuchungen über die Ernährung von Meeresfischen. 1. Quantitative Nahrungs-Untersuchungen an Pleuronektiden und einigen anderen Fischen der Ostsee. Berlin 1928.
- Über eine Hedylide von Helgoland und Bemerkungen zur Systematik der Hedyliden. Littmann, Oldenburg i. O. 1930.
- Über den Einfluss des veränderten Mediums auf die Entwicklung von Lacuna divaricata, besonders auf die Bildung der Schale. Helgoland 1931.
- Die Züchtung von Meeresfischen für wissenschaftliche und praktische Zwecke. Handbuch der biologischen Arbeitsmethoden 1932.
- mit Walther Arndt, Fritz Baltzer, Harald Blegvad, Hjalmar Broch, Heinz Graupner, Georg Grimpe, Arthur Hagmeier, John Runnström, Josef Schiller, Adolf Bückmann, Carl Isidor Cori, Thilo Krumbach, Otto Pratje: Methoden der Meerwasserbiologie. Urban & Schwarzenberg 1933–1938.
- mit Heinrich Rinke: Ueber die chemische Zusammensetzung einiger Bodentiere der Nord- und Ostsee und ihre Heizwertbestimmung. Helgoländer wissenschaftliche Meeresuntersuchungen 1 (1938), S. 112–140
- Einführung in die Meeresbiologie, hrsg. von Konrad Herter. Duncker & Humblot 1953.